# Warież (obwód niżnonowogrodzki)
Warież (ros. Вареж) – wieś (sieło) w Rosji, w obwodzie niżnonowogrodzkim, w rejonie pawłowskim. W 2010 liczyła 365 mieszkańców.